# 哥伦比亚 (阿拉巴马州)
哥伦比亚（英文：Columbia），是美国阿拉巴马州下属的一座城市。面积约为3.93平方英里（约合10.18平方公里）。根据2010年美国人口普查，该市有人口740人，人口密度为188.25/平方英里（约合72.69/平方公里）。